# Eat Your Salad
Eat Your Salad är en låt av det lettiska rap-popbandet Citi Zēni. Låten var Lettlands bidrag i Eurovision Song Contest 2022 i Turin och den första helt engelskspråkiga låten av Citi Zēni.
Enligt bandet skapades låten "för att göra ett svårt ämne lättsamt och roligt att lyssna på". Låten handlar om attraktionskraften i att vara vegan och att leva miljövänligt.

## Eurovision Song Contest
Den 7 oktober 2021 öppnade LTV en två månader lång inlämningsperiod för intresserade sångare och låtskrivare att skicka in sina bidrag till Supernova 2022, tävlingen som skulle välja ut det lettiska bidraget till Eurovision Song Contest 2022. Efter att alla bidrag mottagits valde en jury bestående av representanter från de största radiostationerna i Lettland ut 16 bidrag för att delta i tävlingen och ett sjuttonde bidrag röstades fram via en omröstning online. De utvalda bidragen tillkännagavs den 5 januari 2022 och "Eat Your Salad" med Citi Zēni var ett av dem.
Låten gick vidare från semifinalen och vann finalen den 12 februari 2022. "Eat Your Salad" blev därmed Lettlands bidrag i Eurovision Song Contest 2022 i Turin. Inför den första semifinalen censurerades delar låten på grund av några explicita texter. Låten gick inte vidare till finalen efter att ha slutat på 14:e plats med 55 poäng.